# Mascarell
Mascarell es una pequeña población amurallada que pertenece al municipio de Nules, en la provincia de Castellón (España). Ya antiguamente, junto a Moncófar y Villavieja, pertenecía a la Baronía y Marquesado de Nules, y pasó a ser pedanía de esta última villa a finales del siglo XIX. En la actualidad siguen viviendo en Mascarell 199 personas.
Situada a 1 km de Nules, se trata de una localidad con un gran valor patrimonial, destacando el recinto amurallado de origen medieval que rodea por completo a la pedanía (siendo la única población totalmente amurallada de toda la Comunidad Valenciana).

## Historia

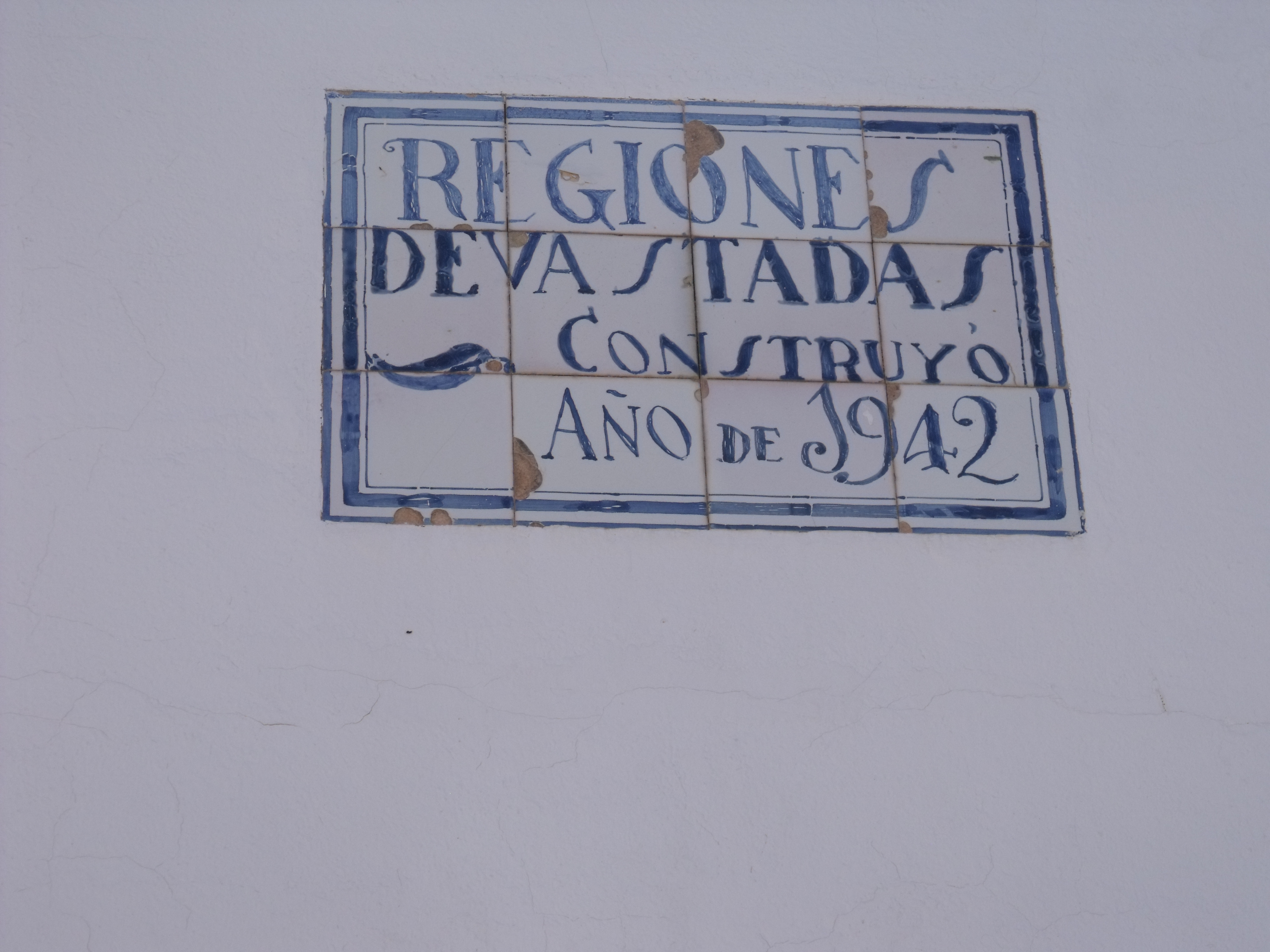
Al haber sufrido daños durante la guerra civil española, Mascarell recibió la atención de la Dirección General de Regiones Devastadas y Reparaciones. Esta inscripción figura en el Grupo Escolar.

Con un origen ligado a la expulsión de los musulmanes de la vecina población de Burriana, el primer documento que se tiene del poblado es de 1310. En 1233, Jaime I, se hizo con Burriana expulsando a los moros, estableciéndose estos en el límite entre Nules y Burriana (Mascarell). La construcción de las murallas, principal atractivo de Mascarell, datan del 13 de diciembre de 1553. Las murallas estaban rodeadas por un foso que en la actualidad ha sido convertido en acequia de riego.
Tras la expulsión de los moriscos, Mascarell quedó prácticamente despoblada, y hasta bien entrado el siglo XVIII no se superó la crisis.

## Demografía
| Gráfica de evolución demográfica de Mascarell entre 1842 y 1860 |
| |
| Población de derecho según los censos de población del INE Población de hecho según los censos de población del INEEntre el censo de 1877 y el anterior, este municipio desaparece porque se integra en el municipio Nules |

## Patrimonio

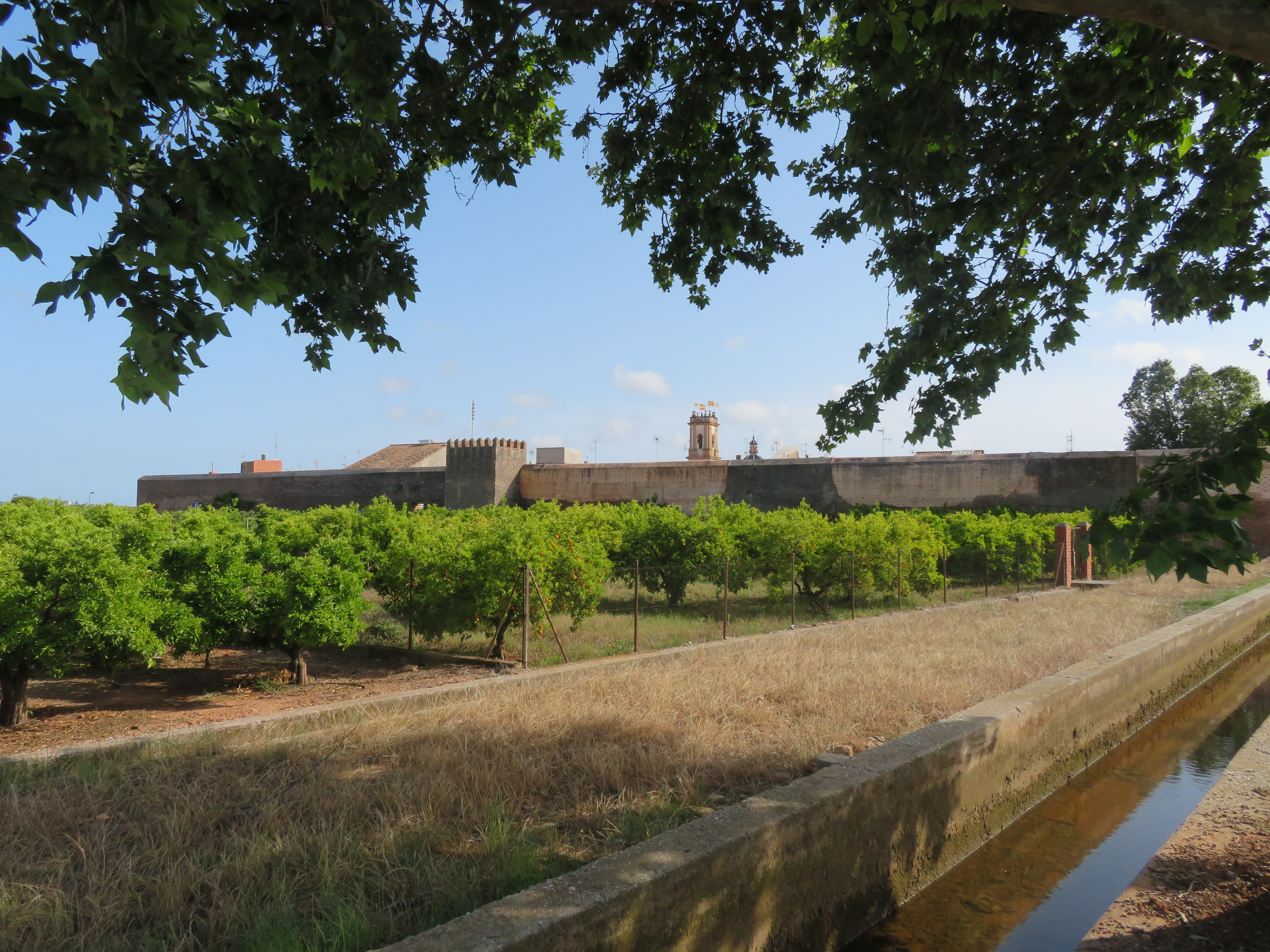
Panorámica de las murallas del poblado de Mascarell.

Destaca su casa consistorial de fines del s. XVIII (de proporciones reducidas pero equilibrada y digna) y su iglesia parroquial de finales del XVII (con interesantes esgrafiados semejantes a los de la Iglesia de la Sang de Nules). La muralla es de tapial sin almenar y está hecha de cal, tierra y ladrillo, y al centro de cada lado tiene una torre. Tiene dos puertas de acceso, que cuentan como dos entradas a la pedanía en los lados este y oeste,(siendo la del portal de Valencia la principal actualmente), y la planta de la villa es casi cuadrangular.
Todo el conjunto arquitectónico de la villa fue declarado como Bien de Interés Cultural en 1995.

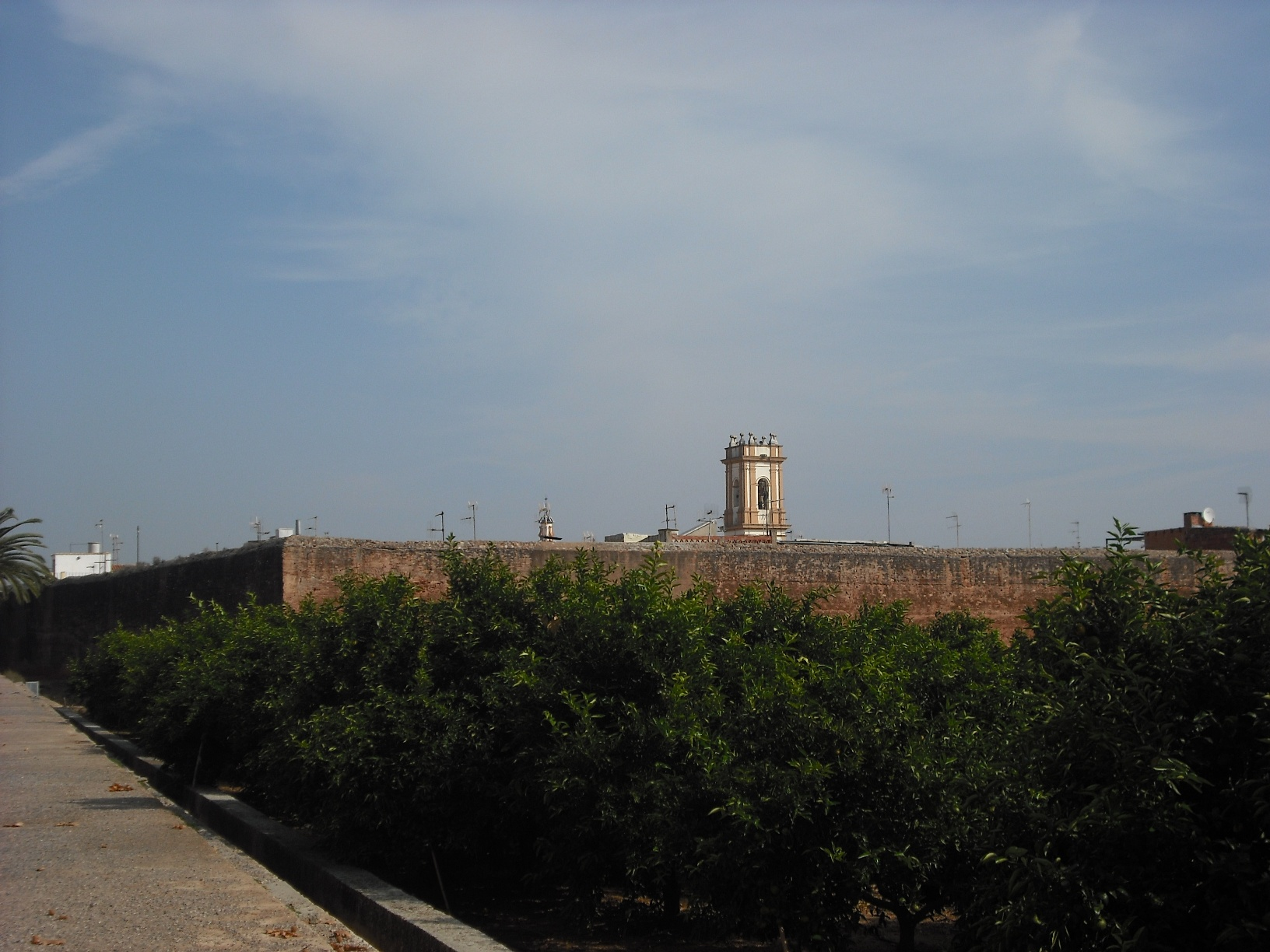
Vista desde el sur.
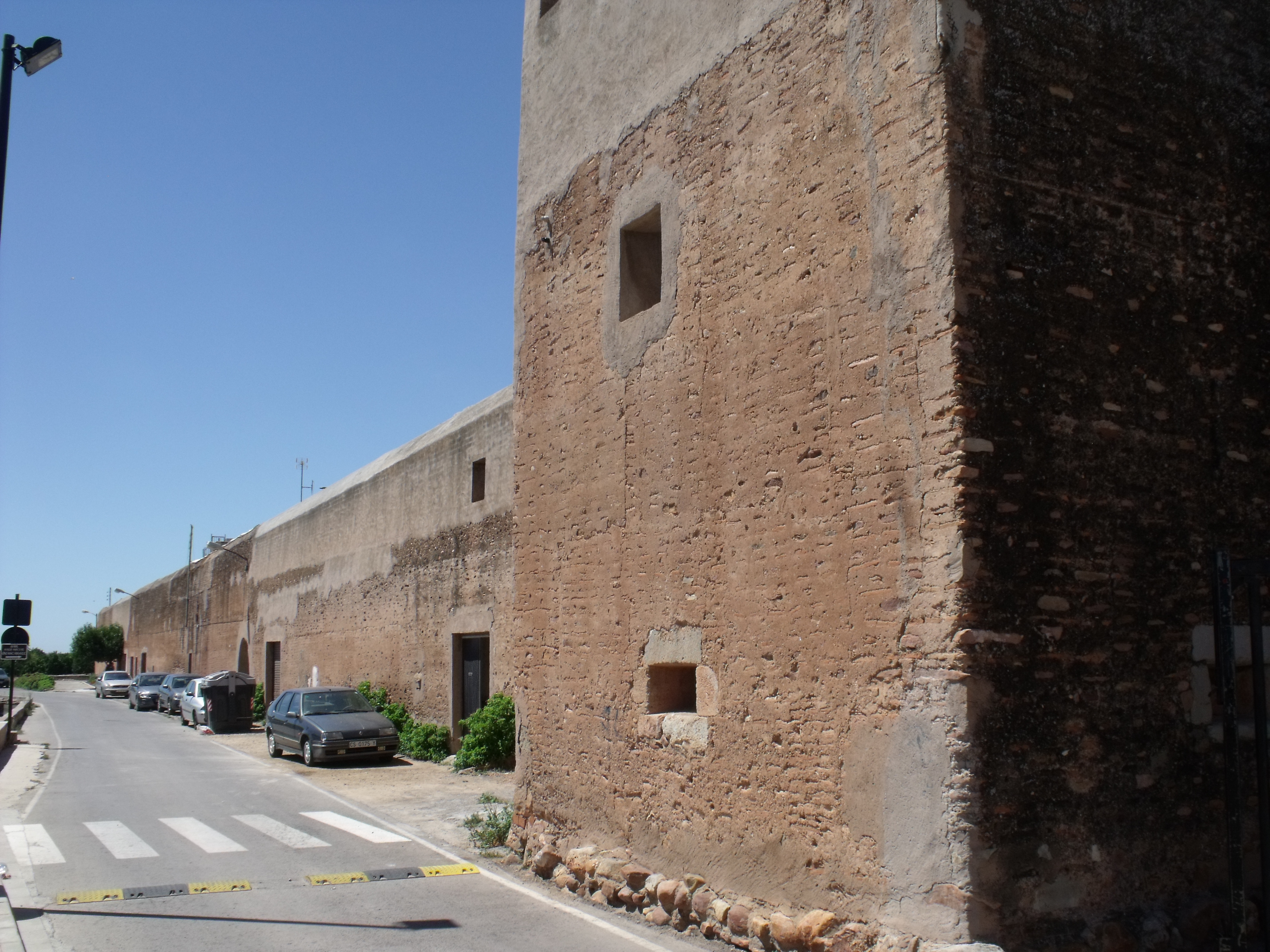
Murallas.
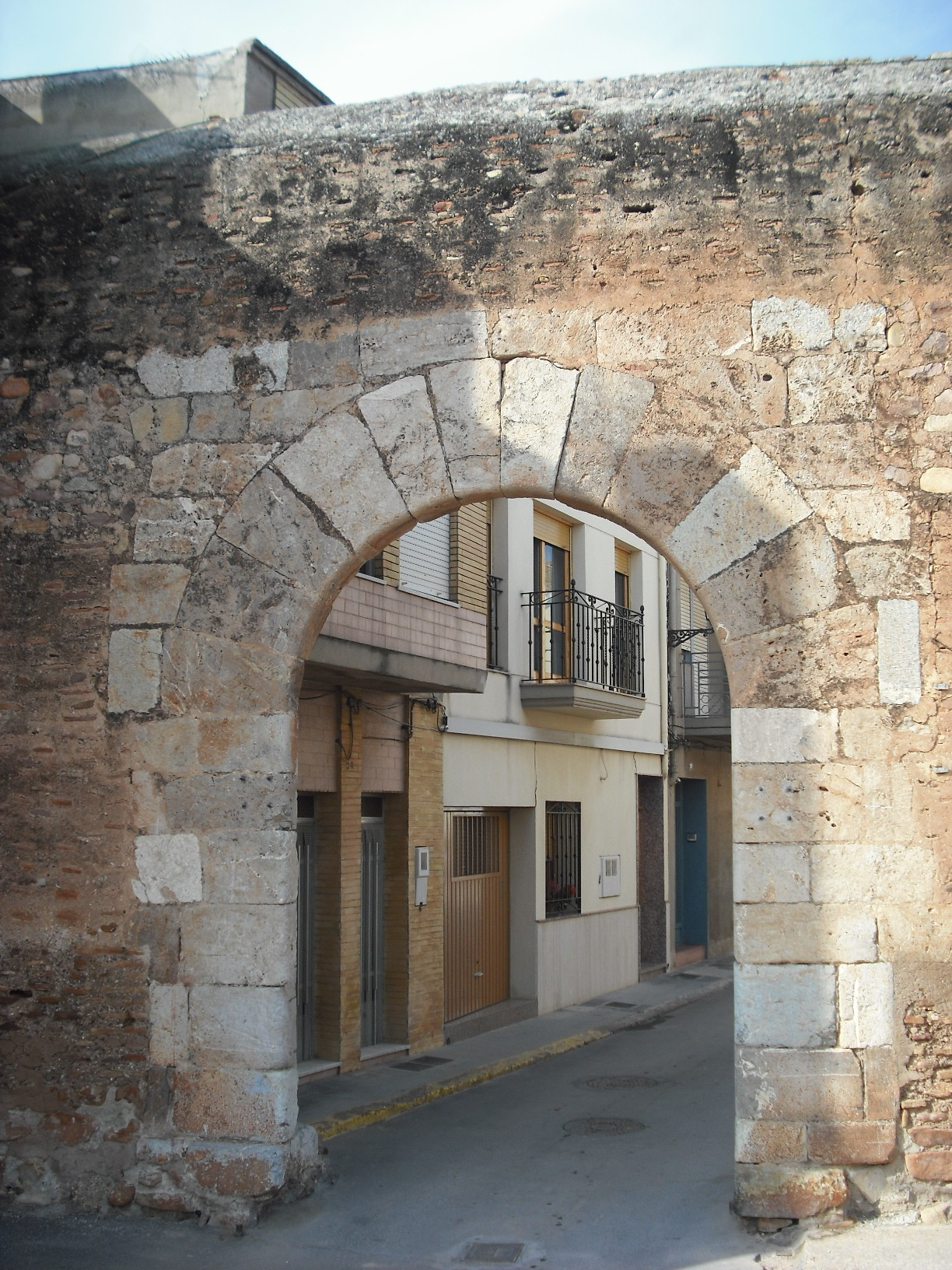
Puerta de Levante.
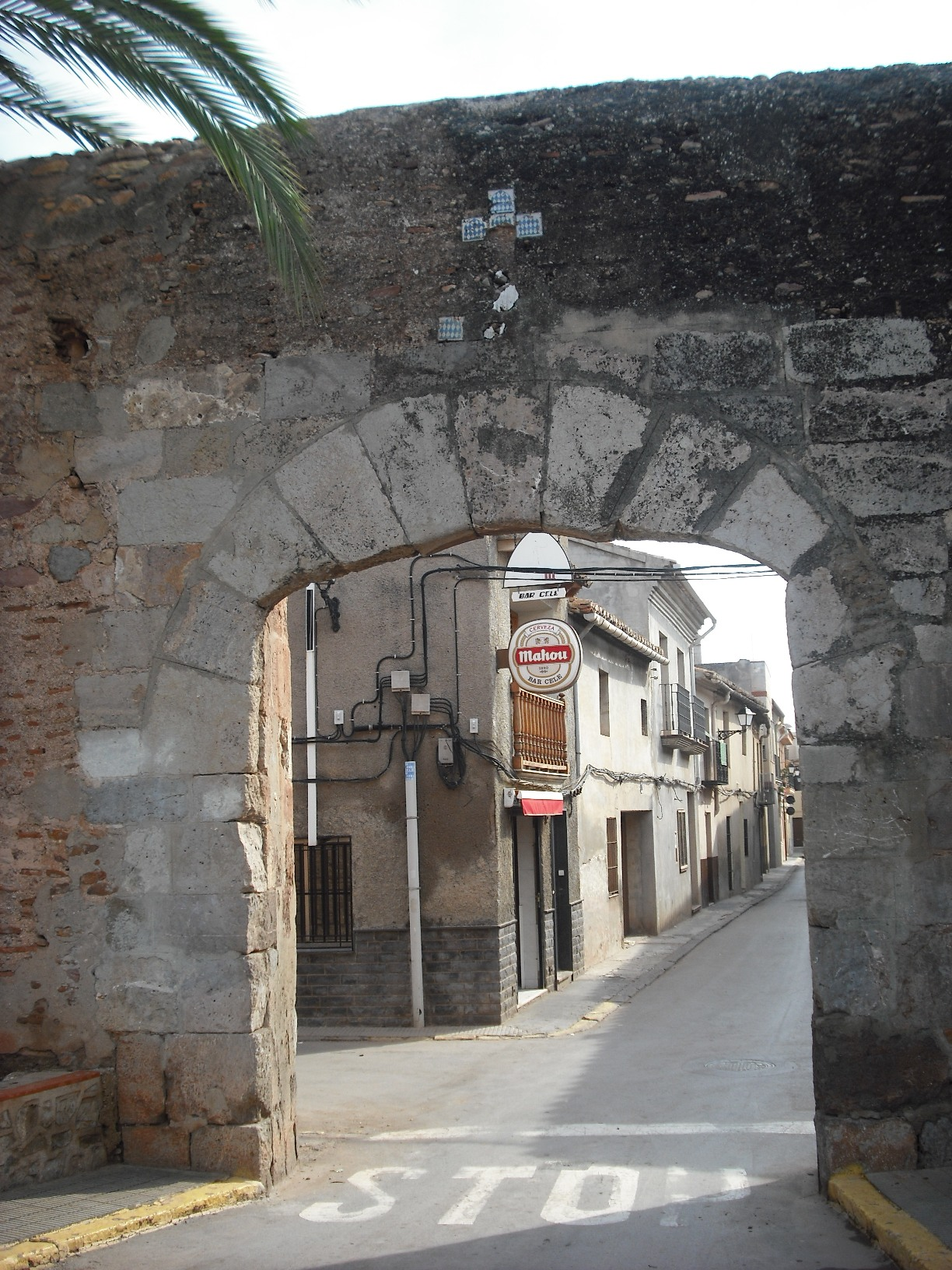
Puerta de Poniente.
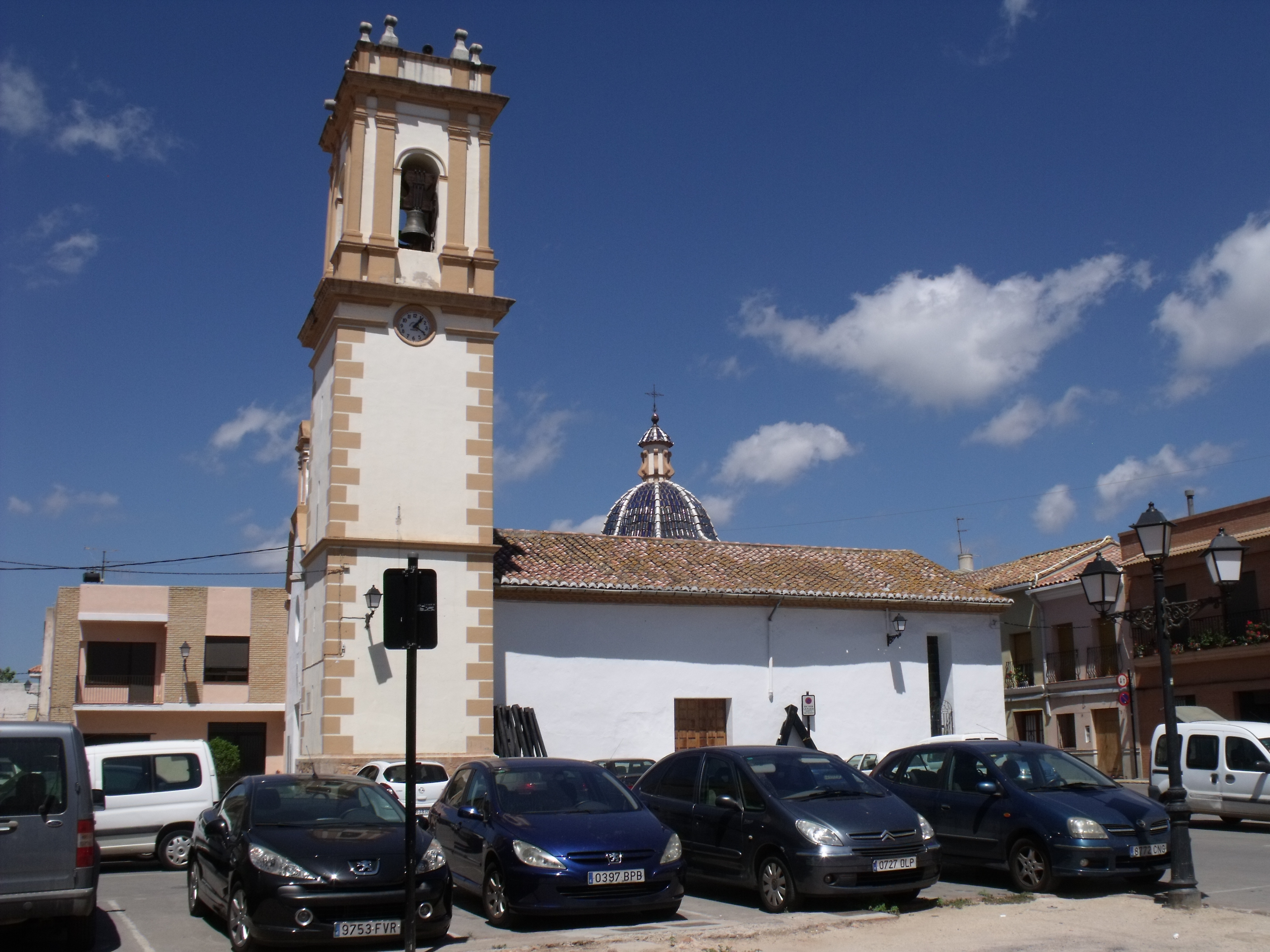
Iglesia.
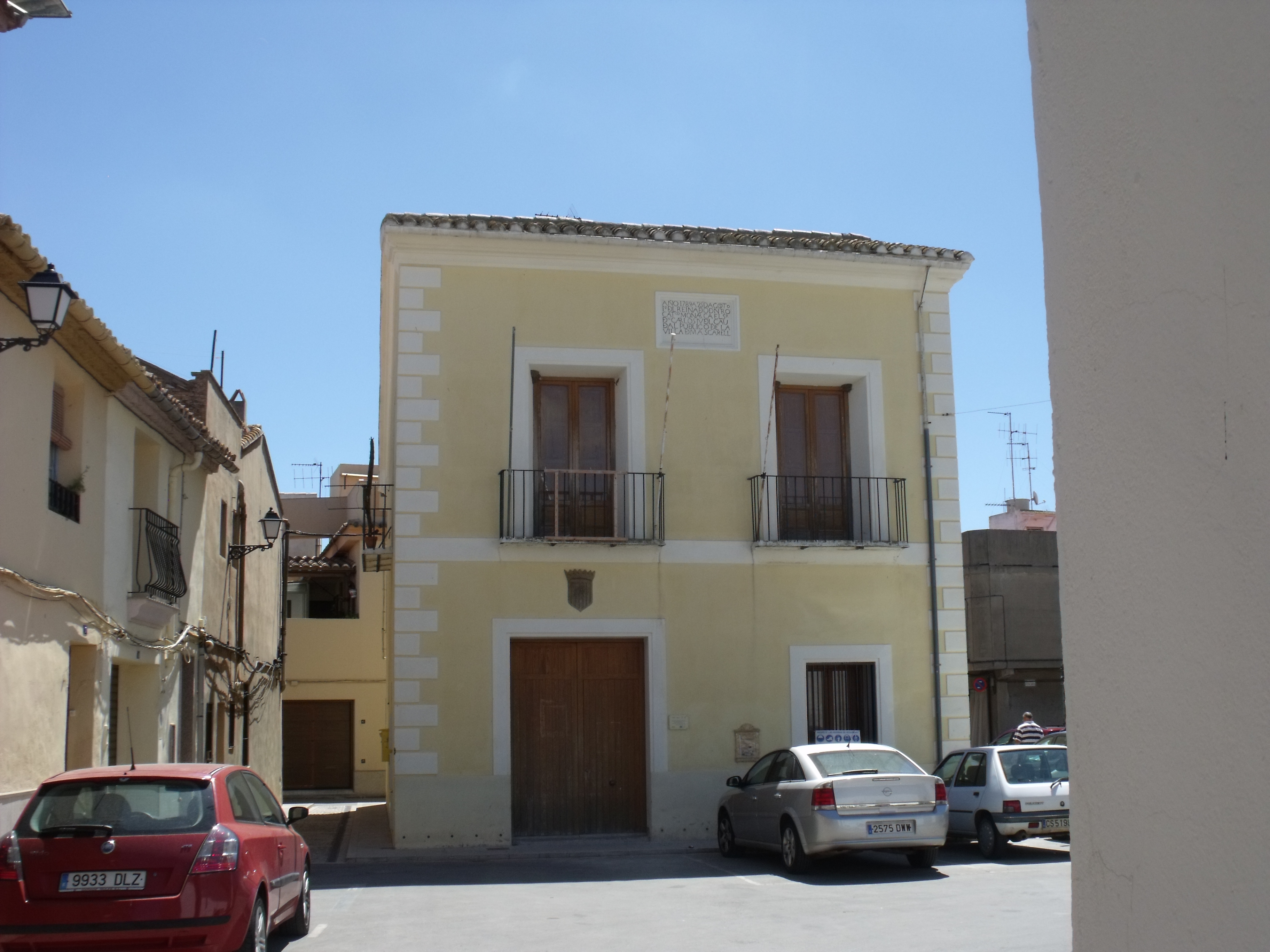
Antiguo ayuntamiento.
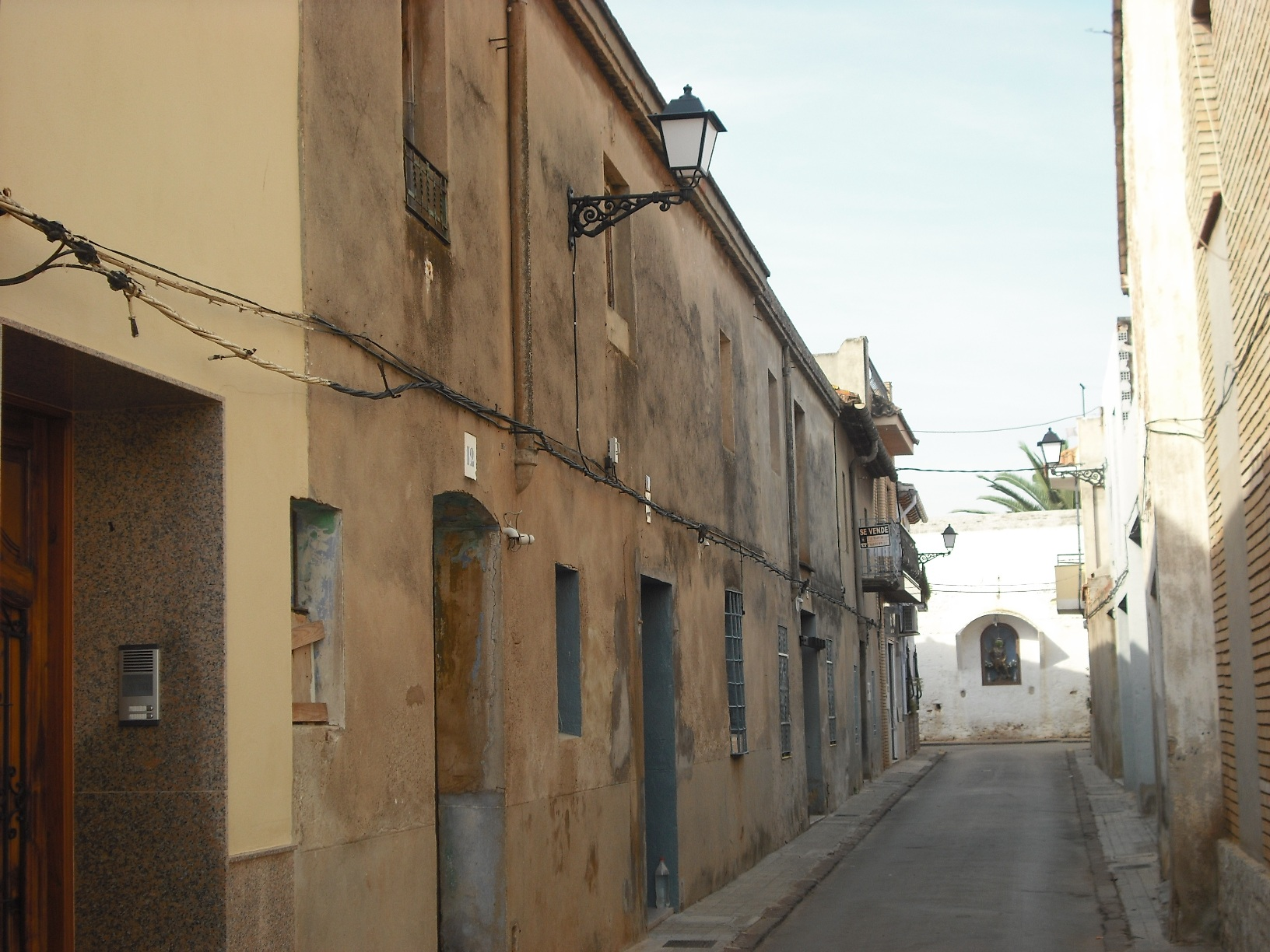
Calle de la Cueva Santa.

## Fiestas y eventos
- Fiestas de Mascarell: el último fin de semana del mes de agosto, Mascarell celebra sus fiestas propias, con verbenas, bailes, toros, y juegos infantiles.
- Feria Medieval de Mascarell: la Fira Medieval es de reciente creación (desde el año 2007), y cuenta con infinidad de paradas dedicadas a la artesanía, alimentación, animación... Todos los participantes recrean la "escenografía" de la época medieval, y la primera edición de la misma obtuvo una acogida de más de 60.000 visitantes.